# Mont White
Pour les articles homonymes, voir White.
Le mont White est le point culminant du chaînon Supporters, à 3 470 mètres d'altitude, dans la chaîne de la Reine-Maud, dans la chaîne Transantarctique. Il est découvert par l'expédition Nimrod (1907-1909) et nommé d'après le secrétaire de l'expédition.